# Kostel svatého Jiří (Stará Halič)
Kostel svatého Jiří (slovensky Kostol svätého Juraja) je samostatně stojící románsko-gotická stavba s renesanční zvonicí ohrazená původním opevněním v obci Stará Halič na jihu středního Slovenska.

## Historie
Kostel nechal postavit pravděpodobně kolem roku 1300 Dionýz Tomaj z rodu Lossonczyů. V roce 1350 podnikl Dionýzův potomek Tomáš gotickou přestavbu, při níž byl postaven nový polygonální presbytář a raně gotická okna. Postavena byla také dnes již neexistující zděná empora. Tyto úpravy dokládá stéla vsazená do severní stěny svatyně pod ukřižováním s vytesaným nápisem. Z téhož roku (1350) pochází i první písemná zmínka o obci. Ve 14. a 15. století byly v kostele namalovány významné nástěnné malby.
V roce 1524 proběhla goticko-renesanční přestavba, při níž byla románská loď zaklenuta pozdně gotickou síťovou klenbou, která se nepřizpůsobila již existujícím oknům kostela. Z tohoto důvodu je jedno okno umístěno v podkrovním prostoru a některá okna v interiéru zasahují do klenby. Při přestavbě vznikl také současný triumfální oblouk mezi lodí a kněžištěm.
V 16. a 17. století byl kostel během uhersko-tureckých válek vypálen. Z toho důvodu byla v 70. letech 17. století postavena nová střecha a v 18. století byly provedeny drobné úpravy presbytáře. V této době byla v roce 1673 také postavena dřevěná renesanční zvonice na severovýchodě kostela.
V 50. letech 20. století proběhla rekonstrukce kostela, při níž dostal kostel novou podobu - okrově zbarvenou fasádu a červenou rustikální střechu. V 60. letech 20. století dostal kostel původní podobu - bílou fasádu a šindelovou střechu.
V roce 2001 byl v kostele proveden restaurátorský průzkum podlahy lodi, při kterém byly nalezeny dva hroby.
V letech 2009–2013 prošel kostel rekonstrukcí, která zahrnovala výměnu šindelové střechy, instalaci podlahového vytápění a změnu úrovně podlahy v kněžišti, aby se přizpůsobila nové podlaze. Kostel dostal nový novogotický oltář.

## Popis
Románsko-gotický kostel svatého Jiří je jednolodní stavba bez věže, s polygonálně zakončeným presbytářem a dostavěnou sakristií. Na severovýchodě kostela se nachází renesanční dřevěná zvonice. Kolem obou staveb se nachází cihlové opevnění vysoké přibližně 1,7 metru.

### Kostelní loď
Loď je zaklenuta síťovou klenbou s žebry spojenými třemi svorníky, z nichž na jednom je ve tvaru štítu vyryt letopočet (4251 gotickými číslicemi), který datuje zaklenutí lodi a byl tam pravděpodobně vytesán negramotným kameníkem, protože číslice jsou zrcadlově obrácené a byl to tedy pravděpodobně rok 1524. Žebra sedí na polygonálním polopilíři. Triumfální oblouk je z vytesaných kamenů na vnitřní straně lodi. Ty byly později při výzdobě kostela freskami omítnuty. V horní části lomeného triumfálního oblouku je do kamene v hloubce 12–15 mm vytesáno stejné datum jako ve svorníku (1524), které datuje jeho stavbu. Kámen je nyní omítnutý, zvýrazněný a viditelný zůstává pouze letopočet.
Nad vchodem v západní části lodi se nacházela dřevěná varhanní empora, která byla pro své poškození odstraněna. Pod kůrem vystupují ze zdi kamenné konzoly, na nichž kdysi spočívaly trámy prvního kůru. Vstupní portál je mohutný, zaklenutý hruškovitou lištou. Vstupní dveře jsou opatřeny původním železným kováním se závorou uvnitř. Úzká okna v lodi jsou románského typu bez lomeného oblouku a okna v celém kostele byla obložena křemenem. Stěny lodi jsou podepřeny stupňovitými pilíři se stříškami. Střecha je valbová, spočívá na atikových konzolách a pochází ze 17. století.

### Presbytář
Presbytář je zaklenut jedním polem křížové klenby a závěr je zaklenut valenou klenbou, která dosedá na válcové přípory. Žebra jsou spojena 2 svorníky zdobenými lučenským erbem. Okna v presbytáři jsou raně gotická. Na levé straně hlavního oltáře je na stěně velkými písmeny napsaný původní nápis z roku 1350, který se vztahuje ke stavbě kostela a který se nepodařilo rozluštit. Na severní straně presbytáře se nachází gotické výklenkové pastoforium. Na jižní straně je široká sedile ve tvaru lomeného oblouku s mohutným, uvnitř hruškovitým ostěním. Stěny presbytáře jsou podepřeny zkrácenými pilíři, jejich gradace je kryta stříškami.

### Sakristie
Sakristie je přístupná z presbytáře lomeným gotickým portálem, zaklenutým jedním polem křížové žebrové klenby nasazené na štíty kněžiště a na malé konzoly. Je zde jediné okno, které je obdélníkového tvaru.

### Vybavení
Zařízení pochází převážně z první poloviny 18. století. Hlavní oltář byl barokní, nástavbového typu, pochází z roku 1735 a je nyní nahrazen novogotickým z roku 2009. Uprostřed sloupového oltáře je obraz svatého Jiří. Po stranách a v mezisloupech (prostorech mezi sloupy) jsou barokní sochy svatého Šebestiána, svatého Petra, svatého Pavla apoštola a svatého Jana Evangelisty. Boční oltář Panny Marie Pasovské je rovněž barokní a pochází z roku 1718. Uprostřed oltáře se dvěma točitými sloupy s vinnou révou se nachází obraz Madony a v nástavci obraz svatého Ignáce z Loyoly. Druhý boční oltář Piety je pseudobarokní z 19. století s obrazem Panny Marie Sedmibolestné. Po stranách oltáře jsou sochy svatých Veroniky a Máří Magdalény. Kazatelna je rovněž pseudobarokní a pochází z počátku 20. století. V kostele se nachází kamenná křtitelnice ze 17. století. Nachází se zde také pozdně barokní svatostánek z roku 1793. Dále zde je volně stojící rokoková socha Panny Marie s Ježíškem; jedná se o lidovou polychromovanou dřevěnou sochu z konce 18. století, oděnou do dobového oděvu. Monstrance je barokní z roku 1712.

### Zvonice
Dřevěná renesanční zvonice se nachází vedle kostela v ohradní zdi. Nachází se severně od kostela. Zvonice byly v dějinách sakrální architektury na Slovensku zvlášť výraznou a významnou skupinou staveb a tato zvonice patří k nejkrásnějším dílům slovenských tesařských mistrů. Postavil ji mlynář Ján Polóni v roce 1673. Je to dřevěná konstrukce v podobě zkosené věže pokryté šindelem. Na jejím vrcholu se nachází arkádový ochoz. Věž je zastřešena šindelovým jehlanem s malou cibulí. Ve věži je gotický zvon pravděpodobně z 15. století a další zvony z roku 1924. Zvonice sloužila nejen k církevním účelům, ale také k ohlašování, například v případě požárů, válečného nebezpečí a jiných mimořádných událostí. Při stavbě zvonice nebyl původně použit jediný hřebík.

### Obrazy
Kostel je významný svými nástěnnými malbami, které pocházejí ze 14. a 15. století. Výzdoba představuje několik na sebe navazujících malířských akcí. Byly objeveny až ve 20. století, kdy byly při bílení nalezeny fragmenty. Kompletně byly odkryty v letech 1965–1966 a 1978.
Bylo odkryto několik konsekračních křížů, ukřižování na severní straně svatyně a několik dalších maleb.
Není jisté, zda kostel vymaloval italský malíř, nebo regionální umělec vyškolený v severní Itálii. Fresky se podobají nástěnným malbám ve Furlansku.

### Triumfální oblouk
Na severní straně triumfálního oblouku byly nalezeny zbytky malovaného obrazu Arma Christi se stojící postavou umučeného Krista a na jeho jižní straně Madona Ochránkyně se svatou Dorotou.

### Loď
- Nejstarší a umělecky nejkvalitnější figurální výzdoba pochází z roku 1350. Kompozice, pojetí postav a mimikry svatého Jana a Panny Marie dokládají zřetelné východisko mimo Uhry, konkrétně k produkci dílen v severní Itálii ve druhé polovině 14. století.
- Vliv soudobé italské nástěnné malby je více patrný na výjevech spodní části severní stěny lodi se svatým Tomášem a Mikulášem, které se dochovaly v poměrně dobrém stavu. Výjevy ze života svatého Mikuláše jsou zobrazeny v 6 epizodách, z nichž 3 jsou čitelné.
- Na severní straně lodi se nachází cyklus neřestí spolu se svatým Jiřím zabíjejícím draka, který pochází z první poloviny 15. století.
- Další obraz zobrazuje 3 jeptišky obdarované hrudkami zlata se třemi nevinně odsouzenými úředníky a fragment se světcem zachraňujícím tři další odsouzence.
- V kostele se nachází vyobrazení svatého Tomáše před Kristem, které pravděpodobně odkazuje na patrona, jímž mohl být Tomáš Lossonzy zmíněný v nápisu na kamenné stéle. Obraz byl pravděpodobně objednán jeho potomky na památku zakladatele přestavby kostela a také možného patrona nejstarší dochované figurální výzdoby.
- Na dalším obraze se neznámý autor nepokouší o perspektivní organizaci prostoru, ale používá pouze drobné motivy (například architekturu ztvárněnou ve zmenšeném měřítku), aby navodil iluzi trojrozměrnosti.
- Další obrazy reprezentují zlidovělou malbu některých gemerských lokalit.
- Poslední výzdobu kostela malbami provedl v roce 1913 J. Adam z Rožňavy.

## Zajímavé charakteristiky kostelů tohoto typu
Kostel svatého Jiří ve Staré Haliči je ukázkovým příkladem propojení gotické a lidové architektury. Přes svou jednoduchost a díky jedinečnému spojení lidové architektury, vlivů italské malby a zručnosti místních řemeslníků patří tento kostel a jeho zvonice k nejvýznamnějším památkám tohoto typu na Slovensku. Vyznačovaly se lomeným obloukem i polygonální apsidou, ale hmotou svých forem se příliš nelišily od románských staveb. Loď kostela měla původně rovnou, nezaklenutou klenbu. Střecha byla často vysoká tašková a bez věže. Funkci věže převzaly dominantní dřevěné zvonice. Okna a vchody s lomenými oblouky byly malé. Svatyně byla od lodi oddělena půlkruhovým nebo mírně lomeným triumfálním obloukem obdélníkového půdorysu, jednoduše vytvořeným ze zdiva. Svatyně byla nad polygonálním půdorysem zaklenuta buď valenou, křížovou, nebo žebrovou klenbou. Tíhu stěn částečně odlehčovaly fresky v interiéru. Nástěnné malby zobrazují náboženské výjevy a vztah lidu k vládnoucí vrstvě a církevní hierarchii. Ornamenty použité na dřevě se uplatnily i na kamenických detailech. Tyto kostely bývaly jedinými zděnými stavbami ve vesnici. Obvykle byly postaveny na vyvýšeném místě s ochrannými zdmi a sloužily také jako útočiště pro obyvatelstvo v době nebezpečí.

## Fotogalerie

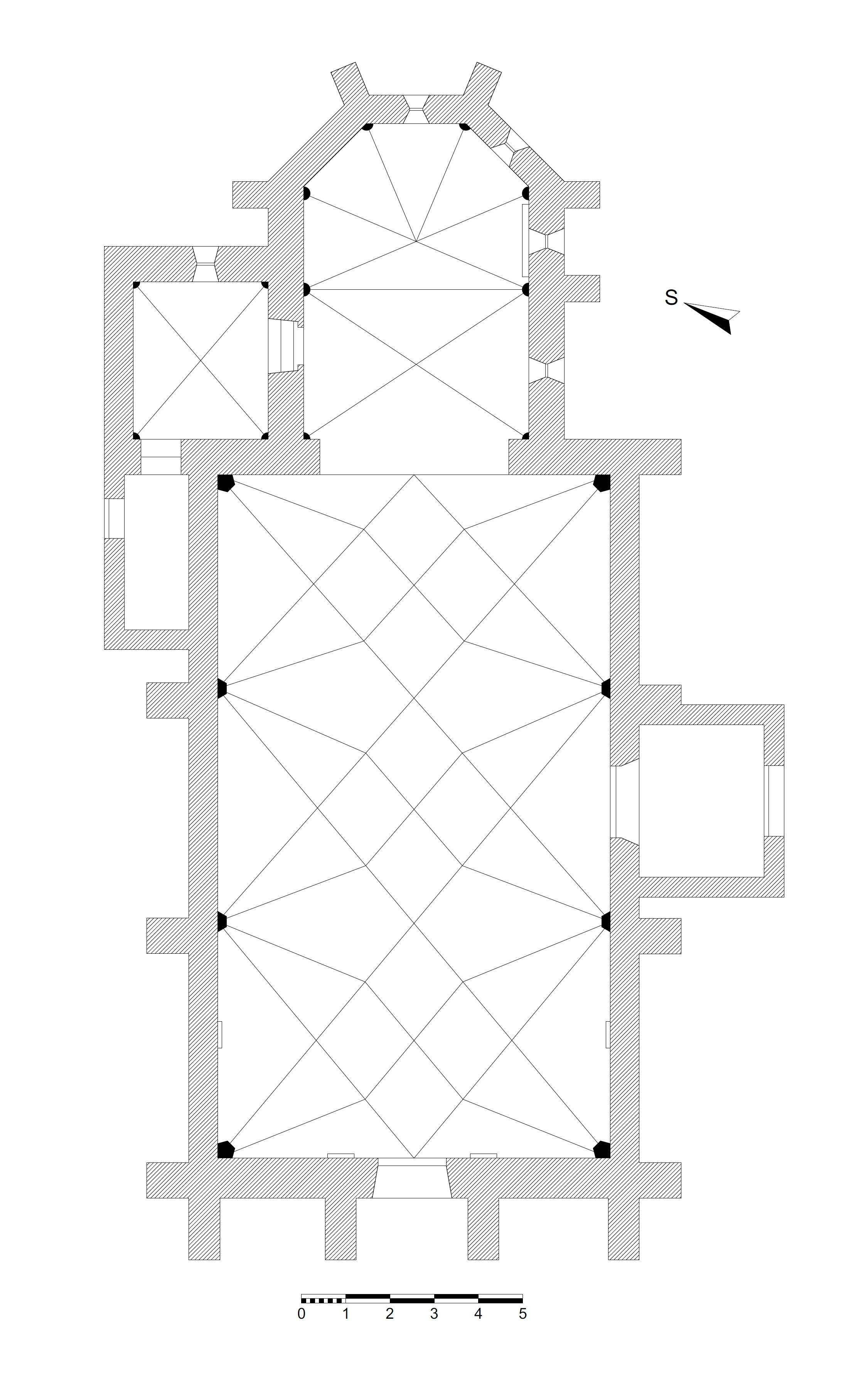
Půdorys kostela
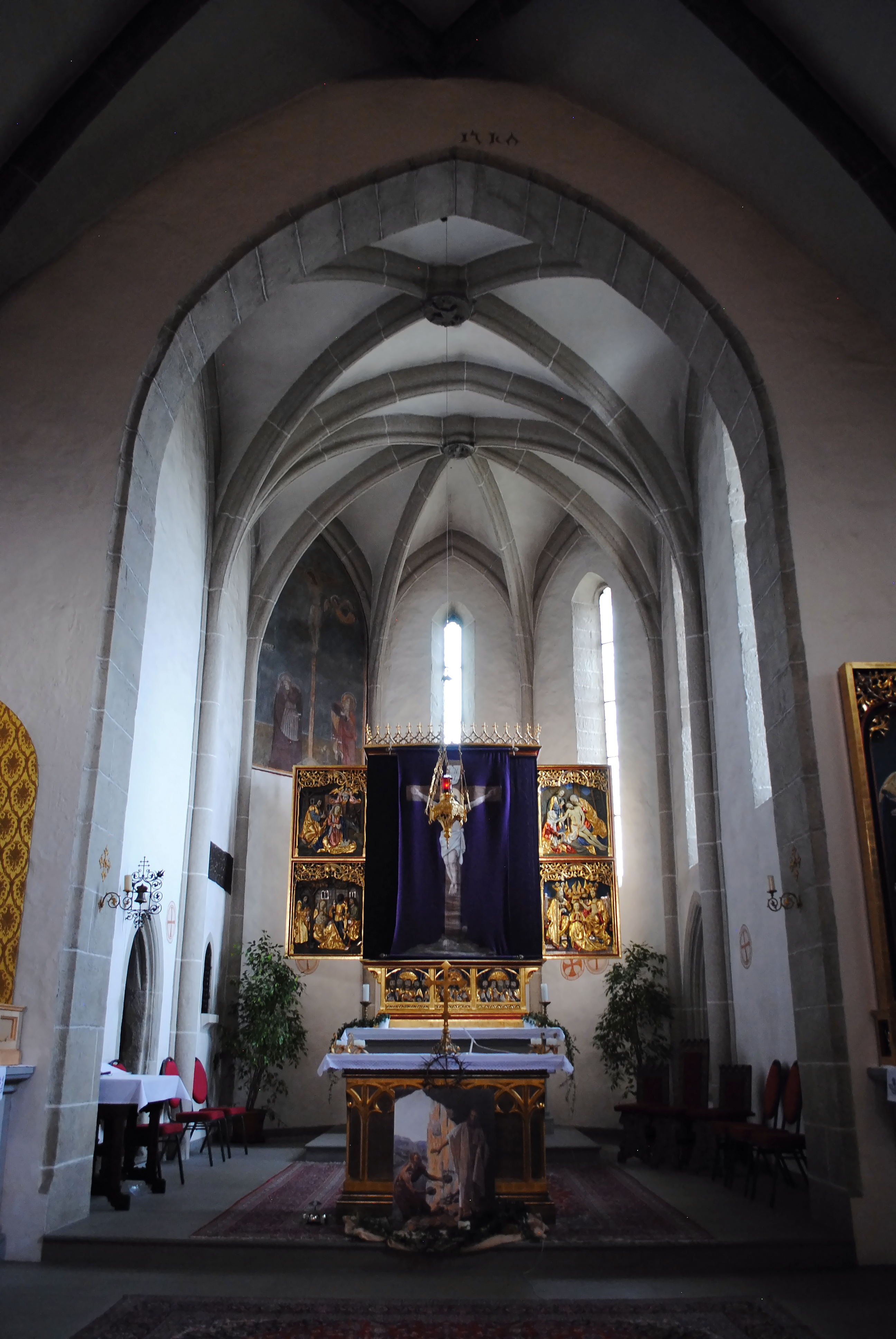
Pohled do presbytáře
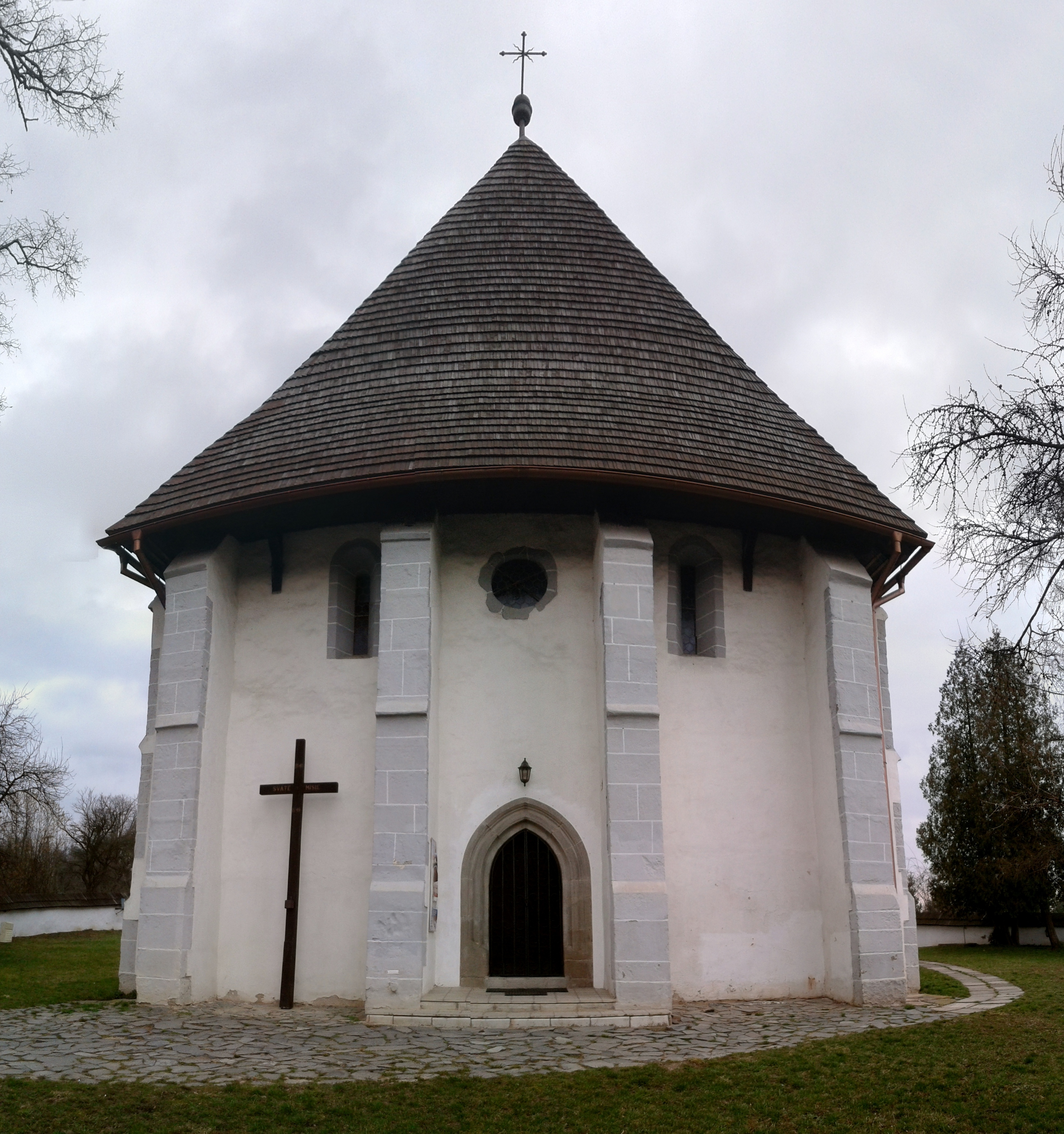
Pohled na západní průčelí
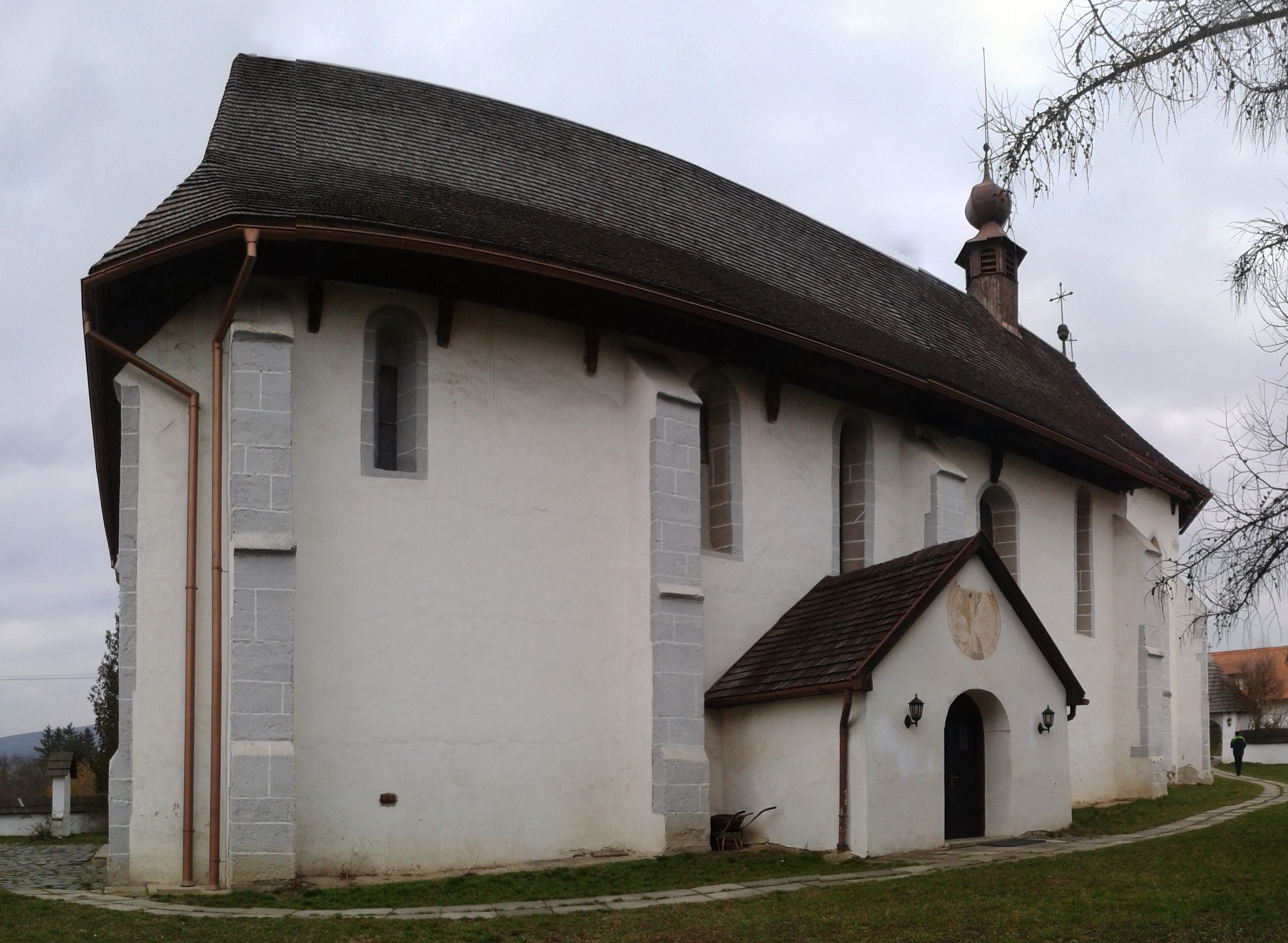
Jižní pohled
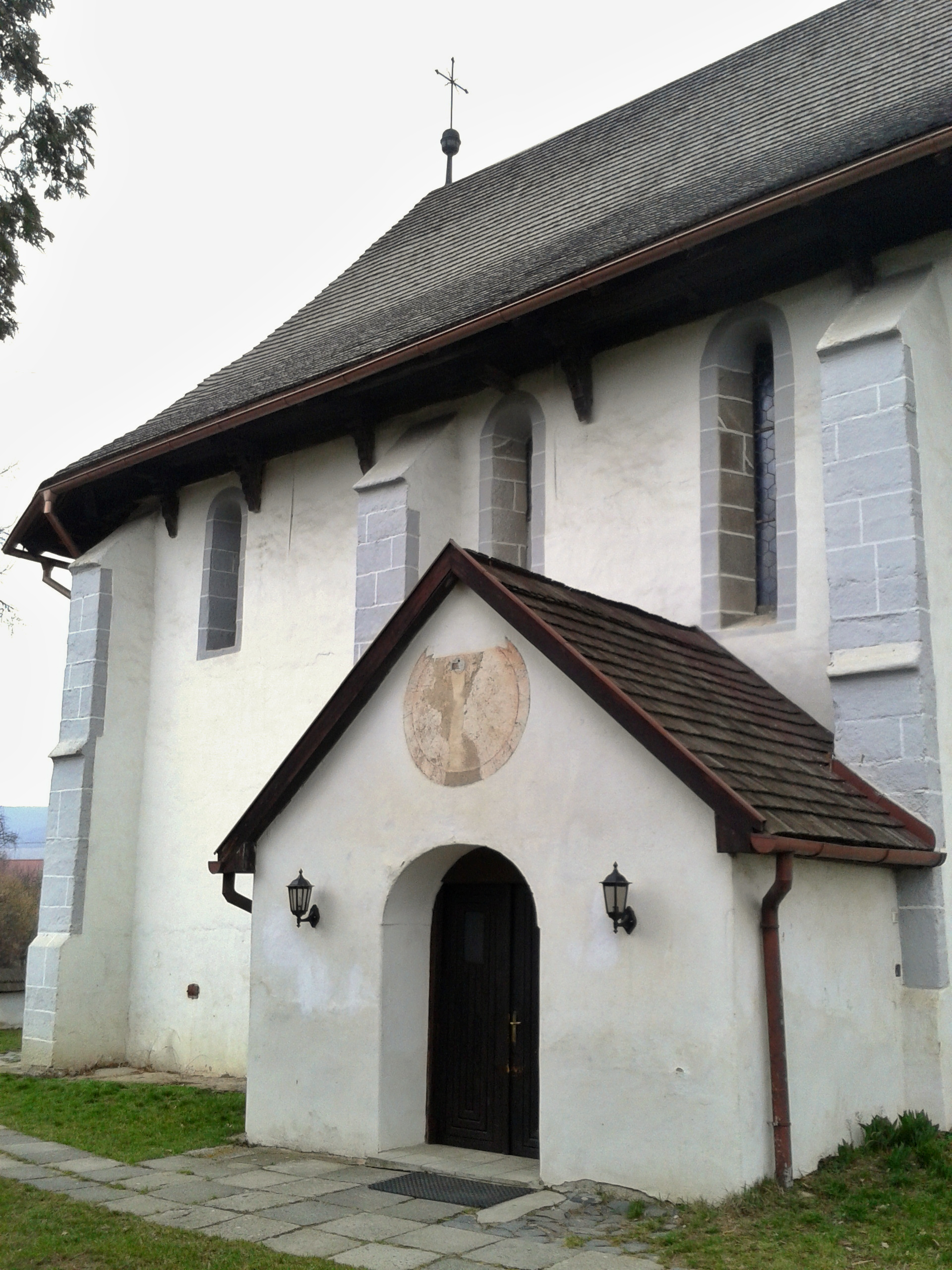
Pohled na jižní vchod
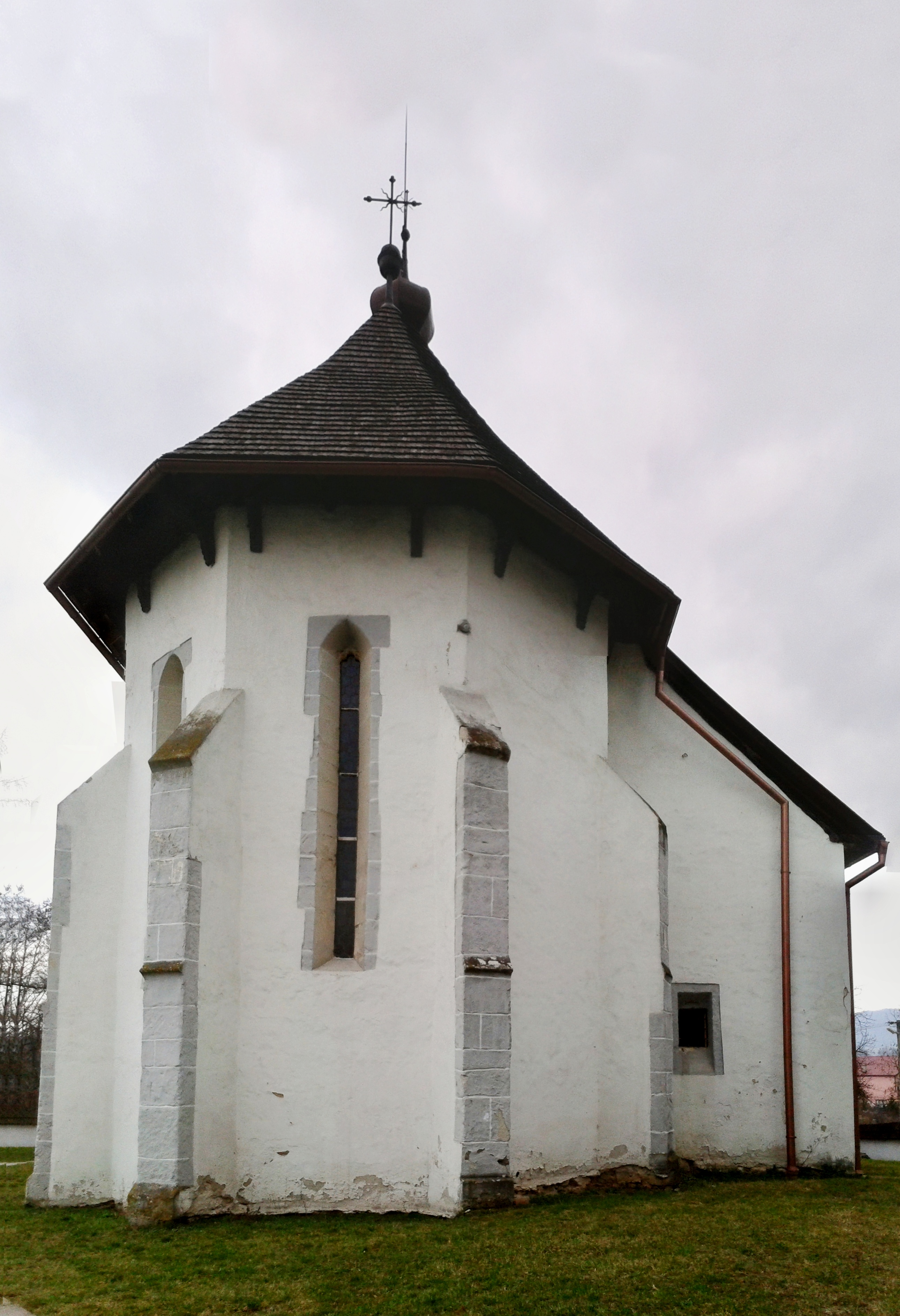
Pohled na presbytář
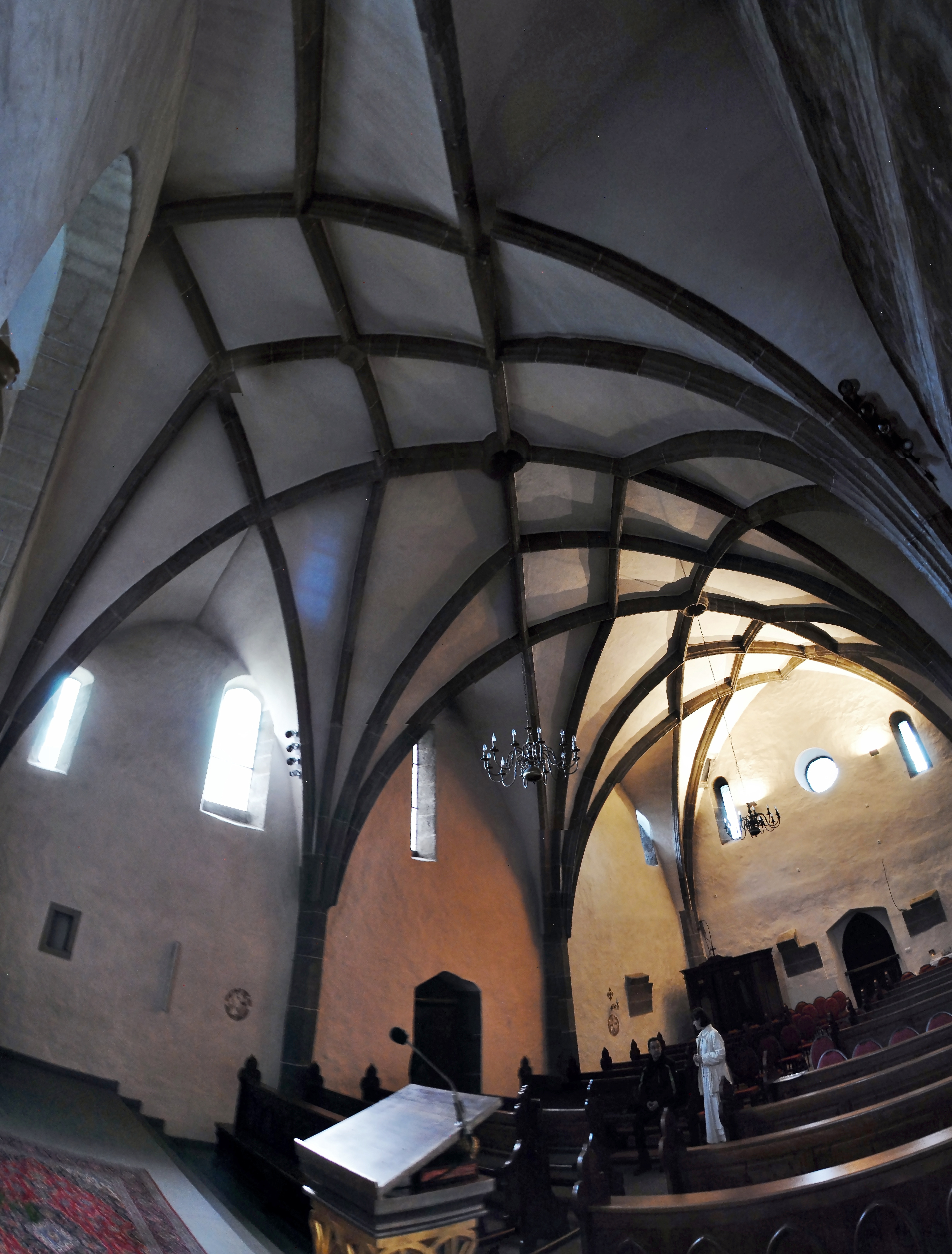
Pohled na klenbu hlavní lodě
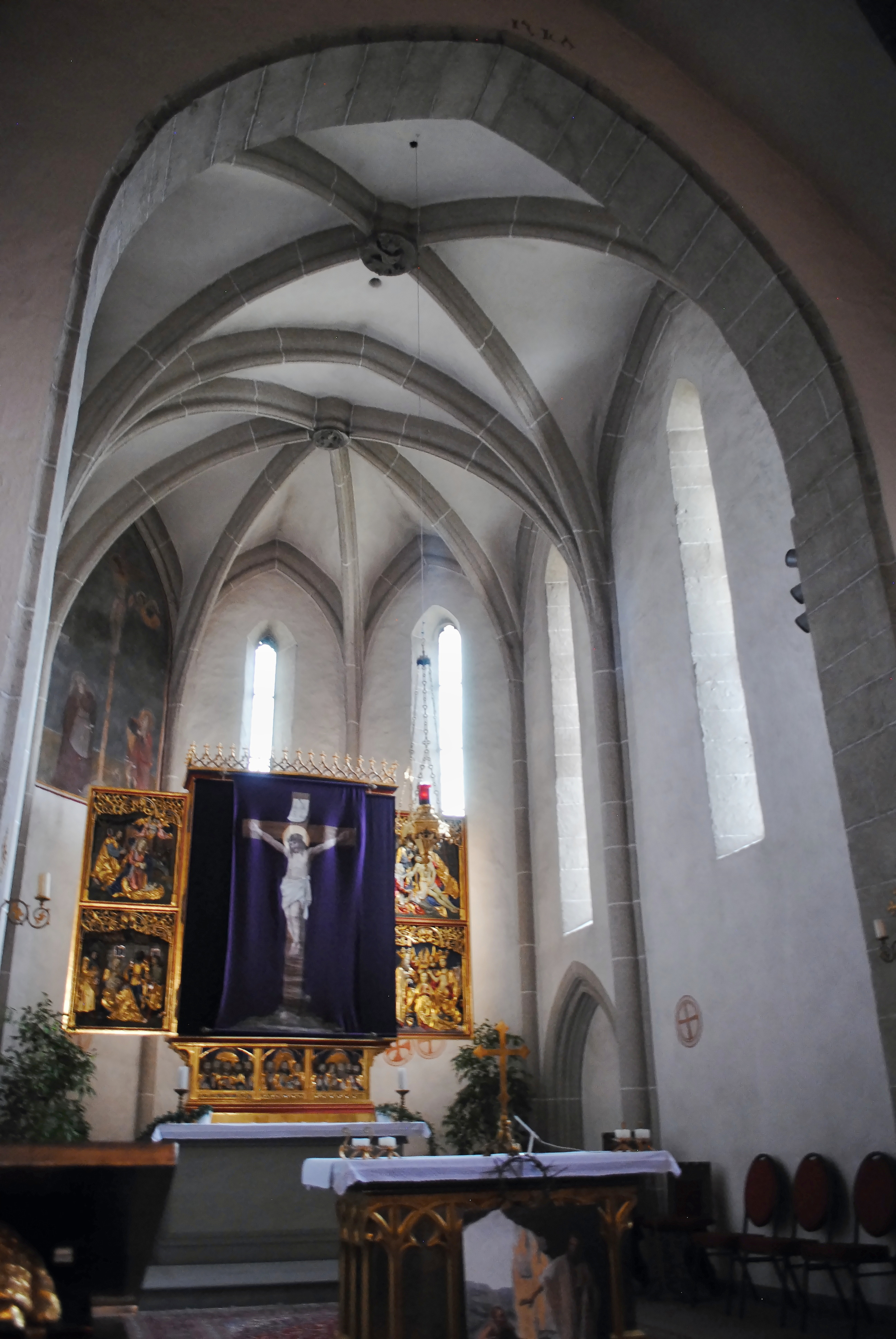
Pohled do presbytáře
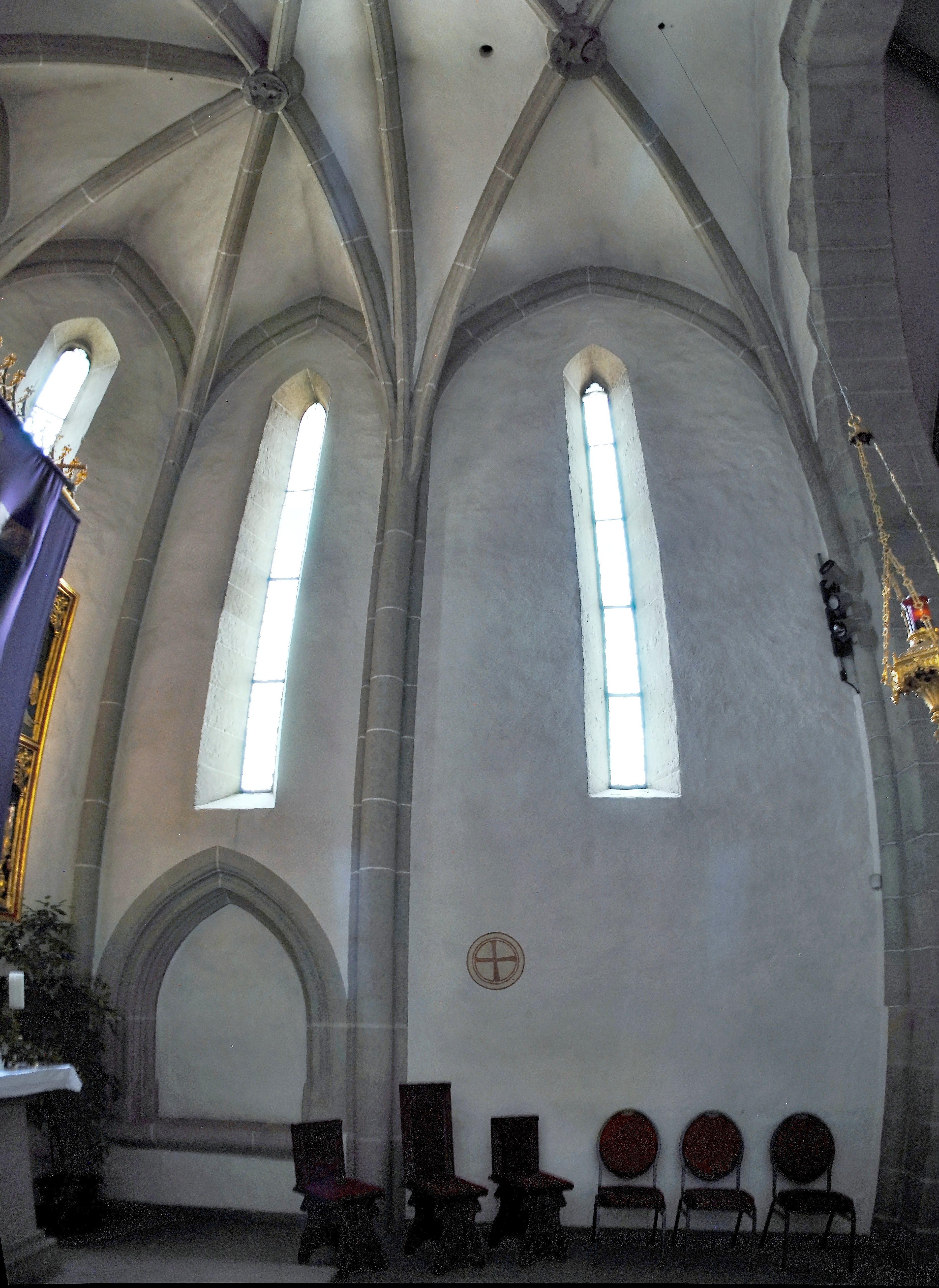
Sedile
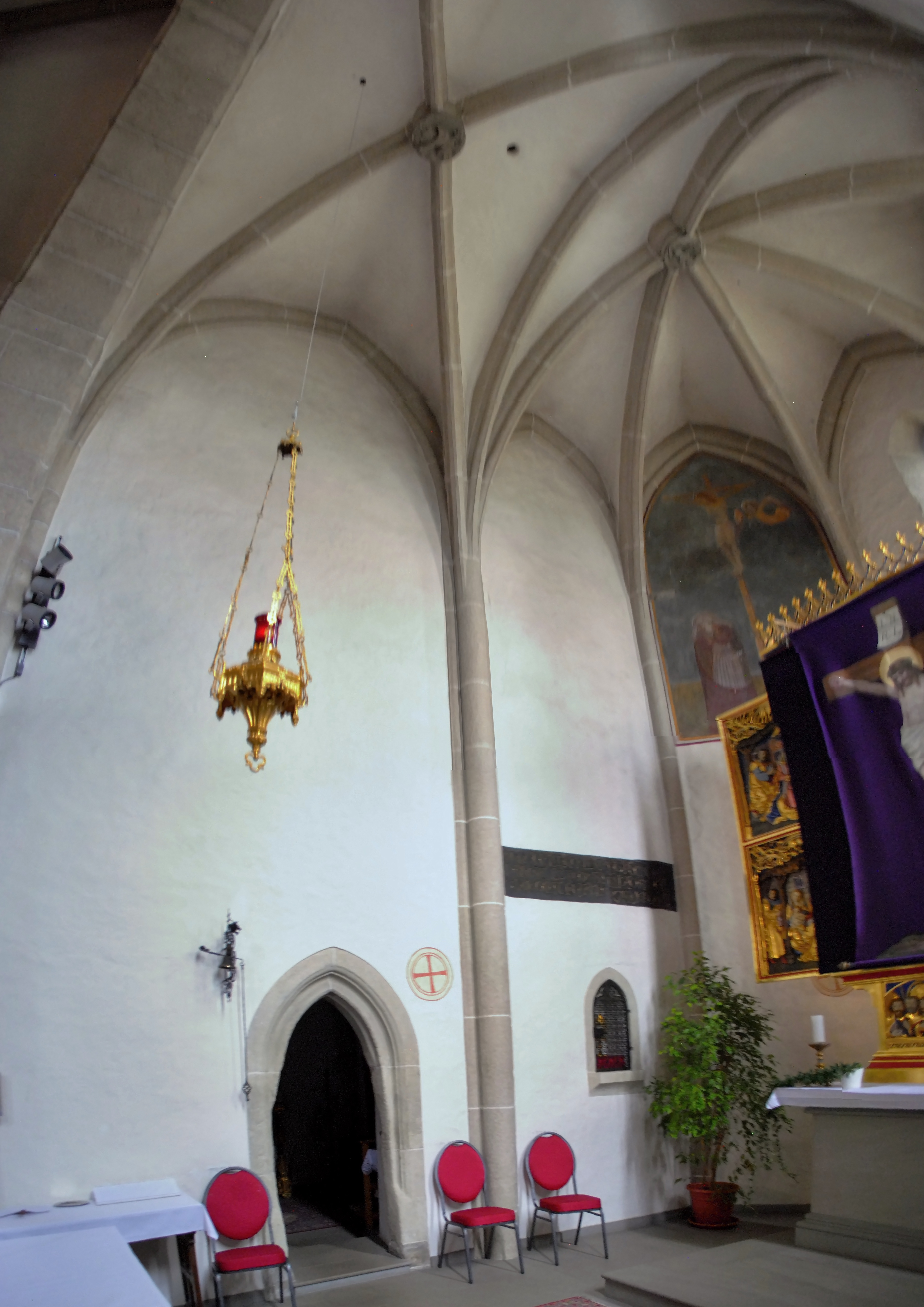
Vchod do sakristie
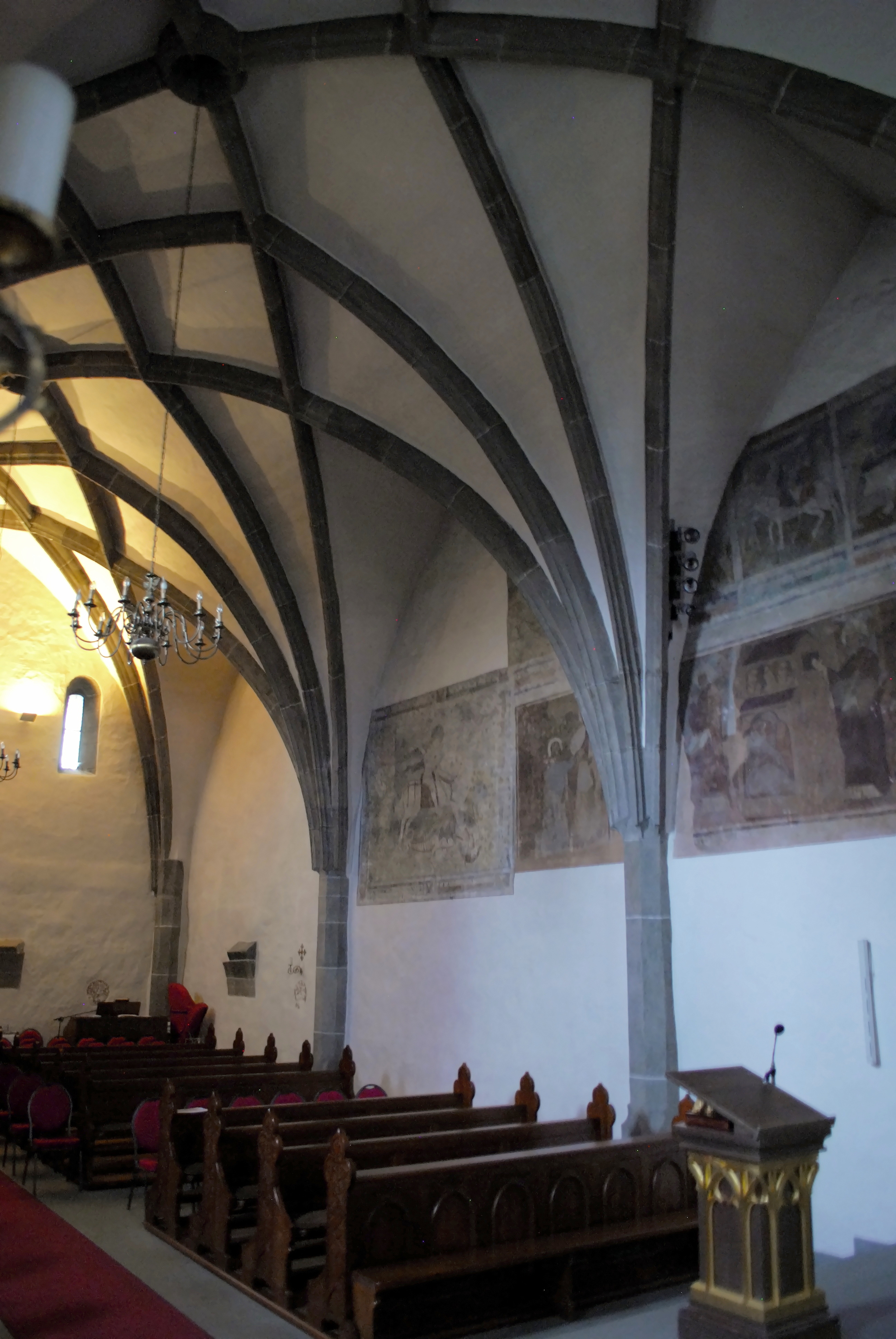
Fresky v hlavní lodi
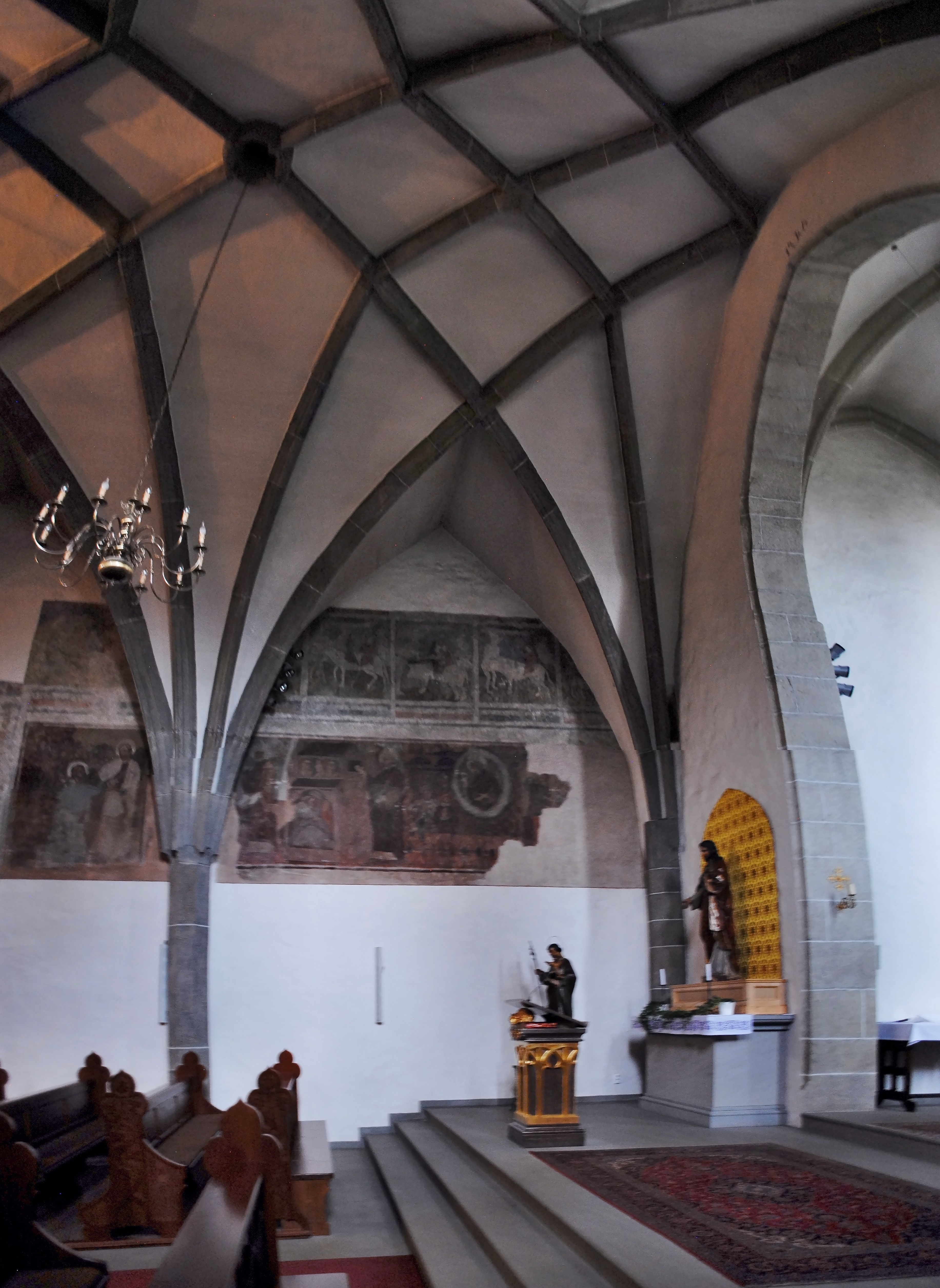
Fresky v hlavní lodi
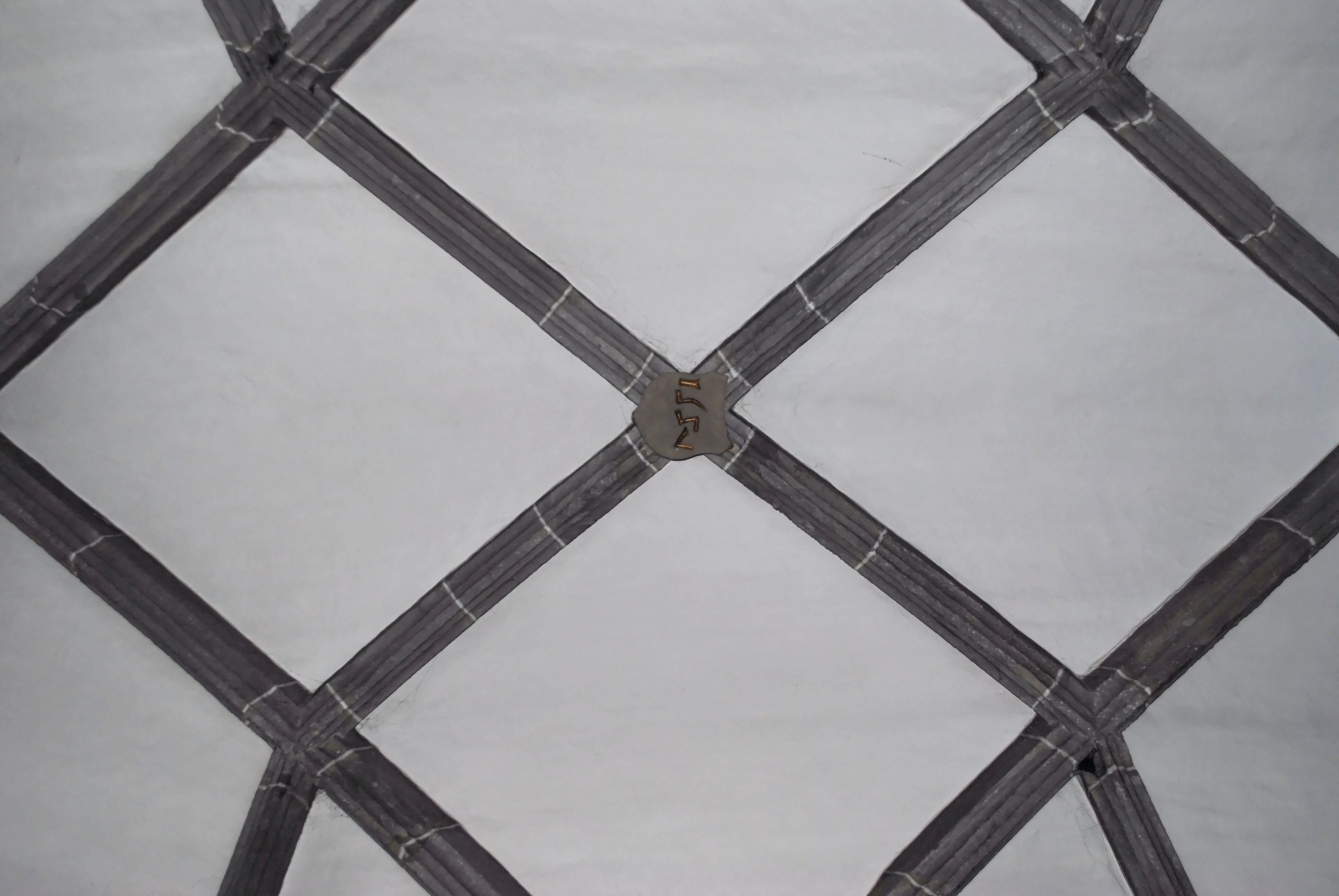
Svorník v hlavní lodi
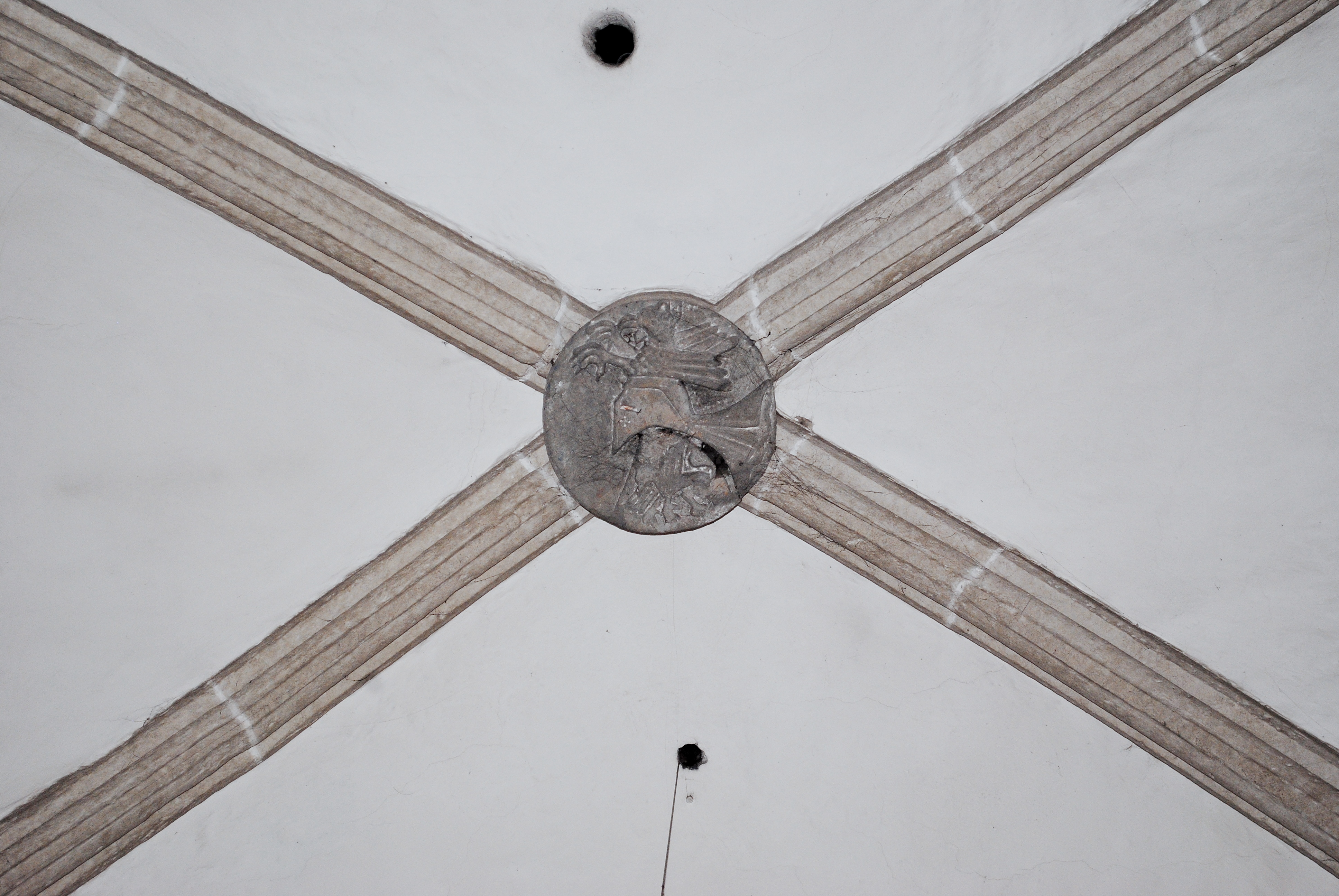
První svorník v presbytáři
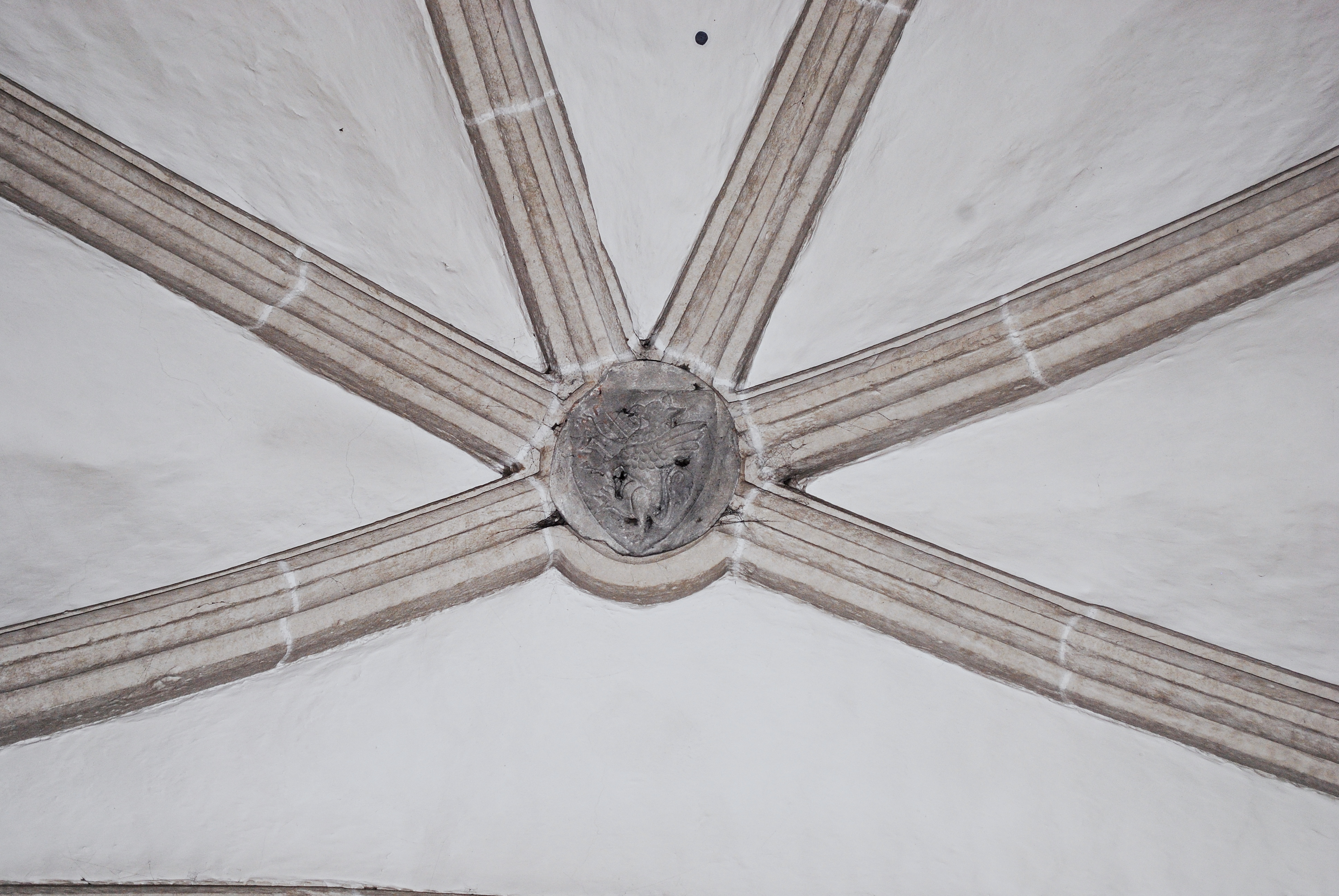
Druhý svorník v presbytáři